# Charles-Frédéric Minter
Ne pas confondre avec le vice admiral Charles S. Minter Jr. (en) (1915-2008).
Pour les articles homonymes, voir Minter.
Charles-Frédéric Minter, né en 1780 à Stettin, et mort le 2 février 1847 à Varsovie, est un peintre de portraits, miniaturiste et lithographe prussien.

## Biographie
Charles-Frédéric Minter est né en 1780 à Stettin. Il étudie à Copenhague puis se rend en Prusse. En 1814, il peint le portrait de Frédéric-Guillaume III qui se trouve à l'hôtel de ville de Coblence. En 1822, il arrive à Varsovie où il réalise plusieurs portraits et des miniatures.
Il meurt le 2 février 1847 à Varsovie.